# Roubaix, une lumière
Roubaix, une lumière, ook bekend onder de Engelstalige titel Oh, Mercy!, is een Frans misdaaddrama uit 2019 onder regie van Arnaud Desplechin. De hoofdrollen worden vertolkt door Roschdy Zem, Léa Seydoux, Sara Forestier en Antoine Reinartz.

## Verhaal
Op kerstavond doorkruist politiecommissaris Daoud de Noord-Franse stad Roubaix. Er heerst onrust en agressie in de straten. De ervaren agent weet wie er liegt en wie de waarheid spreekt. Zijn jonge partner Louis, een nieuweling, wordt makkelijker voor de gek gehouden. Samen moeten ze de moord op een oude vrouw onderzoeken. Hun onderzoek leidt tot de arrestatie van Claude en Marie, de twee jonge drugs- en drankverslaafde buurvrouwen van het slachtoffer.

## Rolverdeling
| Acteur           | Personage         |
| ---------------- | ----------------- |
| Roschdy Zem      | Commissaris Daoud |
| Léa Seydoux      | Claude            |
| Sara Forestier   | Marie             |
| Antoine Reinartz | Louis Cotterelle  |

## Productie
De van Roubaix afkomstige regisseur Arnaud Desplechin liet zich inspireren door een gebeurtenis uit mei 2002, toen een oude vrouw in de wijk Le Pile vermoord werd door twee jonge, drugsverslaafde vrouwen. De ondervraging van de twee daders werd destijds gefilmd voor de documentaire Roubaix, commissariat central, affaires courantes (2008) van regisseur Mosco Boucault. Desplechin zag in de ondervraging mooie rollen weggelegd voor twee actrices.
Desplechin schreef het script samen met scenariste Léa Mysius. In maart 2018 omschreef de regisseur het script als een eerbetoon aan The Wrong Man (1956) van Alfred Hitchcock, een film die hij enorm bewondert.
Eind april 2018, in de aanloop naar het filmfestival van Cannes, werd het project officieel aangekondigd door het productiebedrijf Wild Bunch. In de daaropvolgende maand raakte de casting van Roschdy Zem, Sara Forestier en Antoine Reinartz bekend. In juni 2018 werd Léa Seydoux aan het project toegevoegd.
Nog voor de opnames begonnen waren, vroegen de kleinkinderen van het slachtoffer om met de regisseur samen te zitten omdat ze zich zorgen maakten over het beeld dat hij wilde schetsen van hun grootmoeder en haar moordenaars. Desplechin weigerde echter om zich uit te laten over een 'project dat zich nog in het creatieve proces bevond'. Enkele jaren eerder had de zoon van het slachtoffer ook al een roman die op de moord gebaseerd was bekritiseerd.
De opnames gingen in november 2018 van start in Roubaix en eindigden op 20 december 2018. Er werd gefilmd aan onder meer de Hippodrome des Flandres in Marcq-en-Barœul. Het politiecommissariaat werd in het centrum van de stad, in oude kantoren van het ziekenfonds (CPAM), nagebouwd.
De film ging op 22 mei 2019 in première op het filmfestival van Cannes.

## Prijzen en nominaties
| Jaar | Prijs                   | Categorie                | Genomineerde(n)                                       | Uitslag     |
| ---- | ----------------------- | ------------------------ | ----------------------------------------------------- | ----------- |
| 2019 | Filmfestival van Cannes | Gouden Palm              | Arnaud Desplechin                                     | Genomineerd |
| 2019 | Filmfestival van Cannes | Queer Palm               | Arnaud Desplechin                                     | Genomineerd |
| 2020 | César Awards            | Beste film               | Arnaud Desplechin, Pascal Caucheteux, Grégoire Sorlat | Genomineerd |
| 2020 | César Awards            | Beste regie              | Arnaud Desplechin                                     | Genomineerd |
| 2020 | César Awards            | Beste acteur             | Roschdy Zem                                           | Gewonnen    |
| 2020 | César Awards            | Beste vrouwelijke bijrol | Sara Forestier                                        | Genomineerd |
| 2020 | César Awards            | Beste bewerkte scenario  | Arnaud Desplechin, Léa Mysius                         | Genomineerd |
| 2020 | César Awards            | Beste muziek             | Grégoire Hetzel                                       | Genomineerd |
| 2020 | César Awards            | Beste camerawerk         | Irina Lubtchansky                                     | Genomineerd |